# Horatomella johni
Horatomella johni là một loài bọ cánh cứng trong họ Tenebrionidae. Loài này được Koch miêu tả khoa học đầu tiên năm 1957.